# Catocala tmolia
Catocala tmolia là một loài bướm đêm trong họ Erebidae.